# Huset på Christianshavn
Huset på Christianshavn er en dansk tv-serie i 84 afsnit produceret 1970-1977. Serien blev instrueret af Erik Balling, Tom Hedegaard og Ebbe Langberg og skrevet af flere forfattere, se nedenfor. Serien er en af DR's største succeser. Den blev basis for filmen Ballade på Christianshavn fra 1971, instrueret af Erik Balling. Serien var også meget populær i DDR, ligesom Olsen-Banden. Seriens tyske navn er Oh, diese Mieter!.
Serien følger beboerne i  ejendommen Amagergade 7 på Christianshavn i København. Mange tidstypiske emner tages op, iblandet komik. Seriens udendørsoptagelser blev filmet i den lille smalle gade på Christianshavn, resten blev optaget i filmstudier.
Kultureksperter spåede serien kort levetid, men den blev oprindeligt sendt fra 1970 til 1977. Serien blev dog hurtigt en stor succes, og gjorde det muligt for Nordisk Film at producere den mere omkostningstunge Matador.

## Huset
Serien omhandler beboerne i Amagergade 7. Nederst har Dyrehandler Clausen sin dyrehandel. Viceværten Meyer holder orden, mens de øvrige etager beboes af de forskellige karakterer i serien.
Overfor ligger stamværtshuset Rottehullet, som bestyres af Emma Frederiksen. Udendørsscener med Rottehullet blev optaget i Amagergade på Christianshavn, mens de indendørs scener blev optaget i et studie.

## Faste medvirkende
- Poul Reichhardt - Flyttemand Olsen/Egon Olsen/Arnold Olsen
- Helle Virkner - Ellen/Sonja Olsen
- Jes Holtsø - William Olsen
- Arthur Jensen - Vicevært Arnold Hannibal/August Emil Frederik Severin Meyer
- Paul Hagen - Dyrehandler Thormod Clausen
- Lis Løwert - Mille Clausen
- Willy Rathnov - Egon Hansen
- Kirsten Walther - Karla Hansen
- Flemming Nielsen - Bimmer Hansen
- Ove Sprogøe - Larsen
- Bodil Udsen - Emma
- Finn Storgaard - Tue
- Kirsten Hansen-Møller - Rikke
- Claus Ryskjær - Fotograf Bo
- Karen Berg - Fru Dagmar Hammerstedt

## Oversigt over de enkelte afsnit
| Sæson 1    | Afsnittets titel                              | Manuskript                                     | Instruktør    | Original sendedato |
| ---------- | --------------------------------------------- | ---------------------------------------------- | ------------- | ------------------ |
| 1. afsnit  | Tue og Rikke får en lille, fredelig lejlighed | Leif Panduro                                   | Ebbe Langberg | 16. maj 1970       |
| 2. afsnit  | Klaverer mødes                                | Leif Panduro                                   | Ebbe Langberg | 23. maj 1970       |
| 3. afsnit  | Der kommer besøg                              | Leif Panduro                                   | Ebbe Langberg | 30. maj 1970       |
| 4. afsnit  | Noget i øjet                                  | Benny Andersen                                 | Ebbe Langberg | 6. juni 1970       |
| 5. afsnit  | Der bydes til bryllup                         | Knud Poulsen                                   | Ebbe Langberg | 13. juni 1970      |
| 6. afsnit  | Om at skyde papegøjen                         | Knud Poulsen                                   | Ebbe Langberg | 20. juni 1970      |
| Sæson 2    | Afsnittets titel                              | Manuskript                                     | Instruktør    | Original sendedato |
| 7. afsnit  | Kødets lyst og trøst                          | Knud Poulsen                                   | Erik Balling  | 28. november 1970  |
| 8. afsnit  | Køreprøven                                    | Benny Andersen                                 | Erik Balling  | 5. december 1970   |
| 9. afsnit  | Man danner et vagtværn                        | Benny Andersen                                 | Erik Balling  | 12. december 1970  |
| 10. afsnit | Gnavere                                       | Johannes Møllehave                             | Erik Balling  | 19. december 1970  |
| 11. afsnit | En men'skelig aften                           | Lise Sørensen                                  | Erik Balling  | 23. december 1970  |
| 12. afsnit | Nytår                                         | Knud Poulsen                                   | Erik Balling  | 31. december 1970  |
| Sæson 3    | Afsnittets titel                              | Manuskript                                     | Instruktør    | Original sendedato |
| 13. afsnit | I vandmandens tegn                            | Paul Hammerich                                 | Tom Hedegaard | 20. november 1971  |
| 14. afsnit | Vi flytter                                    | Benny Andersen                                 | Tom Hedegaard | 27. november 1971  |
| 15. afsnit | En bjørnetjeneste                             | Johannes Møllehave                             | Tom Hedegaard | 4. december 1971   |
| 16. afsnit | Panikalderen                                  | Lise Sørensen                                  | Tom Hedegaard | 11. december 1971  |
| 17. afsnit | Deller og kønsroller                          | Leif Panduro                                   | Tom Hedegaard | 18. december 1971  |
| 18. afsnit | Berømmelsens byrder                           | Knud Poulsen                                   | Tom Hedegaard | 28. december 1971  |
| Sæson 4    | Afsnittets titel                              | Manuskript                                     | Instruktør    | Original sendedato |
| 19. afsnit | Husk at bestille bord                         | Benny Andersen                                 | Erik Balling  | 22. januar 1972    |
| 20. afsnit | Det står i stjernerne                         | Johannes Møllehave                             | Erik Balling  | 29. januar 1972    |
| 21. afsnit | Gode vibrationer                              | Paul Hammerich                                 | Erik Balling  | 5. februar 1972    |
| 22. afsnit | En tolver                                     | Knud Poulsen                                   | Erik Balling  | 12. februar 1972   |
| 23. afsnit | Døren er åben                                 | Lise Sørensen                                  | Erik Balling  | 19. februar 1972   |
| 24. afsnit | Hold da helt ferie                            | Leif Panduro                                   | Erik Balling  | 26. februar 1972   |
| Sæson 5    | Afsnittets titel                              | Manuskript                                     | Instruktør    | Original sendedato |
| 25. afsnit | Troldmandens lærlinge                         | Henning Bahs og Erik Balling                   | Tom Hedegaard | 11. november 1972  |
| 26. afsnit | God bedring                                   | Paul Hammerich                                 | Tom Hedegaard | 18. november 1972  |
| 27. afsnit | Dametur                                       | Leif Panduro                                   | Tom Hedegaard | 25. november 1972  |
| 28. afsnit | Nordøstlig kuling, det blæser på Hebriderne   | Johannes Møllehave                             | Tom Hedegaard | 2. december 1972   |
| 29. afsnit | Kontrabande                                   | Henning Bahs og Erik Balling                   | Tom Hedegaard | 9. december 1972   |
| 30. afsnit | Tues eksamen                                  | Knud Poulsen og Johannes Møllehave             | Tom Hedegaard | 16. december 1972  |
| Sæson 6    | Afsnittets titel                              | Manuskript                                     | Instruktør    | Original sendedato |
| 31. afsnit | Med ærlighed kommer man nu længst             | Leif Panduro                                   | Erik Balling  | 24. februar 1973   |
| 32. afsnit | Formand Olsen                                 | Karen Smith                                    | Erik Balling  | 3. marts 1973      |
| 33. afsnit | Operation Mallorca                            | Karen Smith                                    | Erik Balling  | 10. marts 1973     |
| 34. afsnit | Men Emma hun spår                             | Leif Panduro                                   | Erik Balling  | 17. marts 1973     |
| 35. afsnit | Du er min tulipan                             | Lise Sørensen                                  | Erik Balling  | 24. marts 1973     |
| 36. afsnit | Er det så yndigt?                             | Paul Hammerich                                 | Erik Balling  | 31. marts 1973     |
| Sæson 7    | Afsnittets titel                              | Manuskript                                     | Instruktør    | Original sendedato |
| 37. afsnit | En fremmed kommer til huset                   | Paul Hammerich                                 | Tom Hedegaard | 29. september 1973 |
| 38. afsnit | Hva' synes De om skriften?                    | Johannes Møllehave                             | Tom Hedegaard | 6. oktober 1973    |
| 39. afsnit | En vise ved bordet                            | Jørgen Hartmann-Petersen (Habakuk)             | Tom Hedegaard | 13. oktober 1973   |
| 40. afsnit | Reklamens magt                                | Henning Bahs                                   | Tom Hedegaard | 20. oktober 1973   |
| 41. afsnit | Bimmers bortkomst                             | Lise Nørgaard                                  | Tom Hedegaard | 27. oktober 1973   |
| 42. afsnit | Clausens røde hunde                           | Johannes Møllehave                             | Tom Hedegaard | 31. december 1973  |
| Sæson 8    | Afsnittets titel                              | Manuskript                                     | Instruktør    | Original sendedato |
| 43. afsnit | Farvel skat                                   | Henning Bahs                                   | Tom Hedegaard | 6. april 1974      |
| 44. afsnit | Feltråb Fire bajere                           | Karen Smith                                    | Tom Hedegaard | 13. april 1974     |
| 45. afsnit | Vi må komme hinanden ved                      | Leif Panduro                                   | Tom Hedegaard | 20. april 1974     |
| 46. afsnit | Varanens tarv                                 | Lise Nørgaard                                  | Tom Hedegaard | 27. april 1974     |
| 47. afsnit | Da huset blev vækket                          | Paul Hammerich                                 | Tom Hedegaard | 4. maj 1974        |
| 48. afsnit | Nu stiger kunsten                             | Henning Bahs                                   | Tom Hedegaard | 11. maj 1974       |
| Sæson 9    | Afsnittets titel                              | Manuskript                                     | Instruktør    | Original sendedato |
| 49. afsnit | Man ved, hvad man har                         | Jens Louis Petersen                            | Erik Balling  | 19. oktober 1974   |
| 50. afsnit | Karlas gæstebud                               | Erik Balling                                   | Erik Balling  | 26. oktober 1974   |
| 51. afsnit | Larsens mareridt                              | Paul Hammerich                                 | Erik Balling  | 2. november 1974   |
| 52. afsnit | Hvad ved far om kærlighed?                    | Jørgen Hartmann-Petersen (Habakuk)             | Erik Balling  | 9. november 1974   |
| 53. afsnit | Ikke et ord om Harald                         | Henning Bahs                                   | Erik Balling  | 14. december 1974  |
| 54. afsnit | Kvindens plads og Olsens                      | Lise Nørgaard                                  | Erik Balling  | 21. december 1974  |
| Sæson 10   | Afsnittets titel                              | Manuskript                                     | Instruktør    | Original sendedato |
| 55. afsnit | Fugleturen                                    | Axel Hørbye Christiansen                       | Erik Balling  | 5. april 1975      |
| 56. afsnit | En stakket glæde                              | Paul Hammerich                                 | Erik Balling  | 12. april 1975     |
| 57. afsnit | Børn af sol og sommer                         | Lise Sandager og Henning Bahs                  | Erik Balling  | 19. april 1975     |
| 58. afsnit | Kærlighedens pris                             | Vibeke Steinthal og Henning Bahs               | Erik Balling  | 26. april 1975     |
| 59. afsnit | Jert hus skal I bygge                         | Jørgen Hartmann-Petersen (Habakuk)             | Erik Balling  | 3. maj 1975        |
| 60. afsnit | Geniets kår                                   | Gilbert M. Jensen og Henning Bahs              | Erik Balling  | 10. maj 1975       |
| Sæson 11   | Afsnittets titel                              | Manuskript                                     | Instruktør    | Original sendedato |
| 61. afsnit | Havde Mor anet                                | Jens Louis Petersen                            | Tom Hedegaard | 20. september 1975 |
| 62. afsnit | Det levende miljø                             | Jørgen Hartmann-Petersen (Habakuk)             | Tom Hedegaard | 27. september 1975 |
| 63. afsnit | Olsen, ham kan vi li                          | Lise Nørgaard                                  | Tom Hedegaard | 4. oktober 1975    |
| 64. afsnit | Karlas kald                                   | Karen Smith, efter ide af Anders Westenholtz   | Tom Hedegaard | 11. oktober 1975   |
| 65. afsnit | Meyers far                                    | Knud Poulsen                                   | Tom Hedegaard | 18. oktober 1975   |
| 66. afsnit | Larsens arv                                   | Henning Bahs                                   | Tom Hedegaard | 25. oktober 1975   |
| Sæson 12   | Afsnittets titel                              | Manuskript                                     | Instruktør    | Original sendedato |
| 67. afsnit | Tyv over tyv                                  | Jens Louis Petersen                            | Erik Balling  | 1. maj 1976        |
| 68. afsnit | Dagen efter dagen derpå                       | Henning Bahs, efter ide af Anders Westenholtz  | Erik Balling  | 8. maj 1976        |
| 69. afsnit | Noget om at skue hunnen på hårene             | Karen Smith                                    | Erik Balling  | 15. maj 1976       |
| 70. afsnit | Det er vistnok                                | Finn Karlsson, efter ide af Johannes Møllehave | Erik Balling  | 22. maj 1976       |
| 71. afsnit | Oh, har du en fader!                          | Lise Nørgaard                                  | Erik Balling  | 29. maj 1976       |
| 72. afsnit | Hus til salg                                  | Jørgen Hartmann-Petersen (Habakuk)             | Erik Balling  | 5. juni 1976       |
| Sæson 13   | Afsnittets titel                              | Manuskript                                     | Instruktør    | Original sendedato |
| 73. afsnit | Perspektiver på kvisten                       | Finn Karlsson                                  | Tom Hedegaard | 4. september 1976  |
| 74. afsnit | En virkelig dame                              | Jens Louis Petersen                            | Tom Hedegaard | 11. september 1976 |
| 75. afsnit | En gentleman bliver 50                        | Karen Smith                                    | Tom Hedegaard | 18. september 1976 |
| 76. afsnit | Mellem himmel og jord                         | Jørgen Hartmann-Petersen (Habakuk)             | Tom Hedegaard | 25. september 1976 |
| 77. afsnit | Kammertonen                                   | Paul Hammerich                                 | Tom Hedegaard | 2. oktober 1976    |
| 78. afsnit | Når naturen kalder                            | Lise Nørgaard                                  | Tom Hedegaard | 31. december 1976  |
| Sæson 14   | Afsnittets titel                              | Manuskript                                     | Instruktør    | Original sendedato |
| 79. afsnit | Fru Hammerstedt i knibe                       | Jens Louis Petersen                            | Tom Hedegaard | 22. oktober 1977   |
| 80. afsnit | Hvad fatter gør                               | Finn Karlsson                                  | Tom Hedegaard | 5. november 1977   |
| 81. afsnit | Tab og vind med samme sind                    | Lise Nørgaard                                  | Tom Hedegaard | 19. november 1977  |
| 82. afsnit | Miljølovprisning                              | Karen Smith                                    | Tom Hedegaard | 3. december 1977   |
| 83. afsnit | Skifter og lytter                             | Jørgen Hartmann-Petersen (Habakuk)             | Tom Hedegaard | 17. december 1977  |
| 84. afsnit | Hus forbi                                     | Paul Hammerich                                 | Tom Hedegaard | 31. december 1977  |

## Huset på Christianshavni populærkultur
Adskillige afsnit af sketchprogrammet Casper & Mandrilaftalen havde et indslag kaldet Huset på Christianshavn, hvor Casper Christensen, Frank Hvam og Lasse Rimmer spillede roller fra serien i forskellige absurde scener.
I tredje afsnit af serien Økonomi for Dummies med Huxi Bach fra efteråret 2012 blev et eksempel med skattesvindel illustreret med karakterer fra Huset på Christianshavn, hvor Niels Ellegaard (som både flyttemand Olsen og Meyer) og Henrik Prip (som "skattefar") medvirkede. Instruktøren Anders Johansen havde en gæsteoptræden som dyrehandler Clausen.
I 2013 bragte RokokoPosten nyheden om, at Quentin Tarantino genindspiller Huset på Christianshavn, hvor handlingen flyttes til 1930'ernes Bronx.
I 2015 lavede komikerkvartetten Ørkenens Sønner en sketch baseret på Huset på Christianshavn i deres show Een gang til for prins Knud. De fire karakterer spillede flyttemand Olsen (Niels Olsen), Emma (Søren Pilmark), Meyer (Asger Reher) og dyrehandler Clausen (Henrik Koefoed).

## Kritik af serien
Serien blev kritiseret for at være overdrevet romantiserende og idylliserende af arbejderboligerne. Mens mange boliger helt op til 1970'erne var faldefærdige og fugtige, fremstilles de i serien som hyggelige og brugbare. Det fik blandt andre statsminister Anker Jørgensen til at kritisere serien for at være slumidyllisk, og for ikke at give et retvisende billede af virkeligheden.  Anker Jørgensen var født og opvokset i Amagergade. Denne kritik rejstes især efter afsnittet Jert hus skal I bygge, hvor Egon og Karla afviser en ny bolig i Skovlunde. Netop i denne tid flyttede titusinder af københavnere til forstæderne, og serien roste slumkvartererne ifølge kritikerne.